# 域多利道 (雪梨)
域多利道（英語：Victoria Road）是澳洲新南威爾斯州雪梨的一條主要道路，連接巴拉馬打及羅些兩市區，目前為該市最長的道路之一。

## 圖集

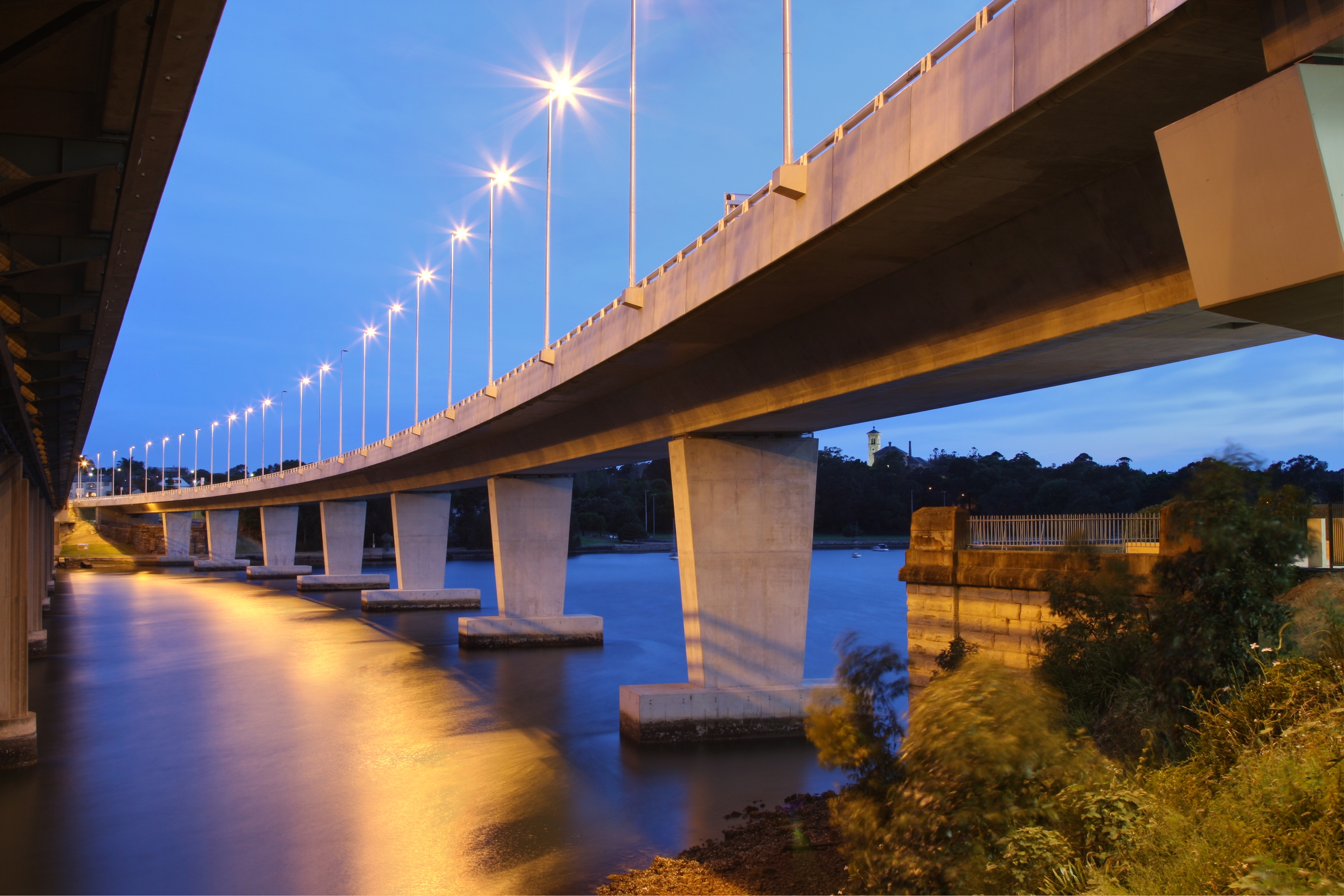
著林芒與羅些由鐵灣橋（英语：Iron Cove Bridge）連接
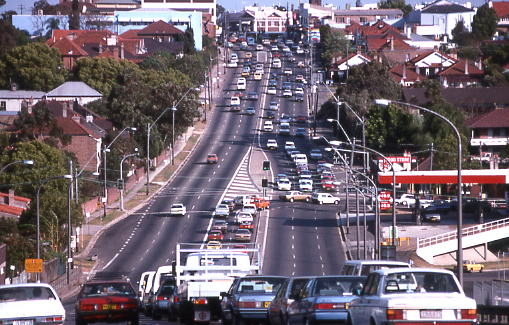
攝於1990年代初